# Nur ad-Din Arslan Shah Ier

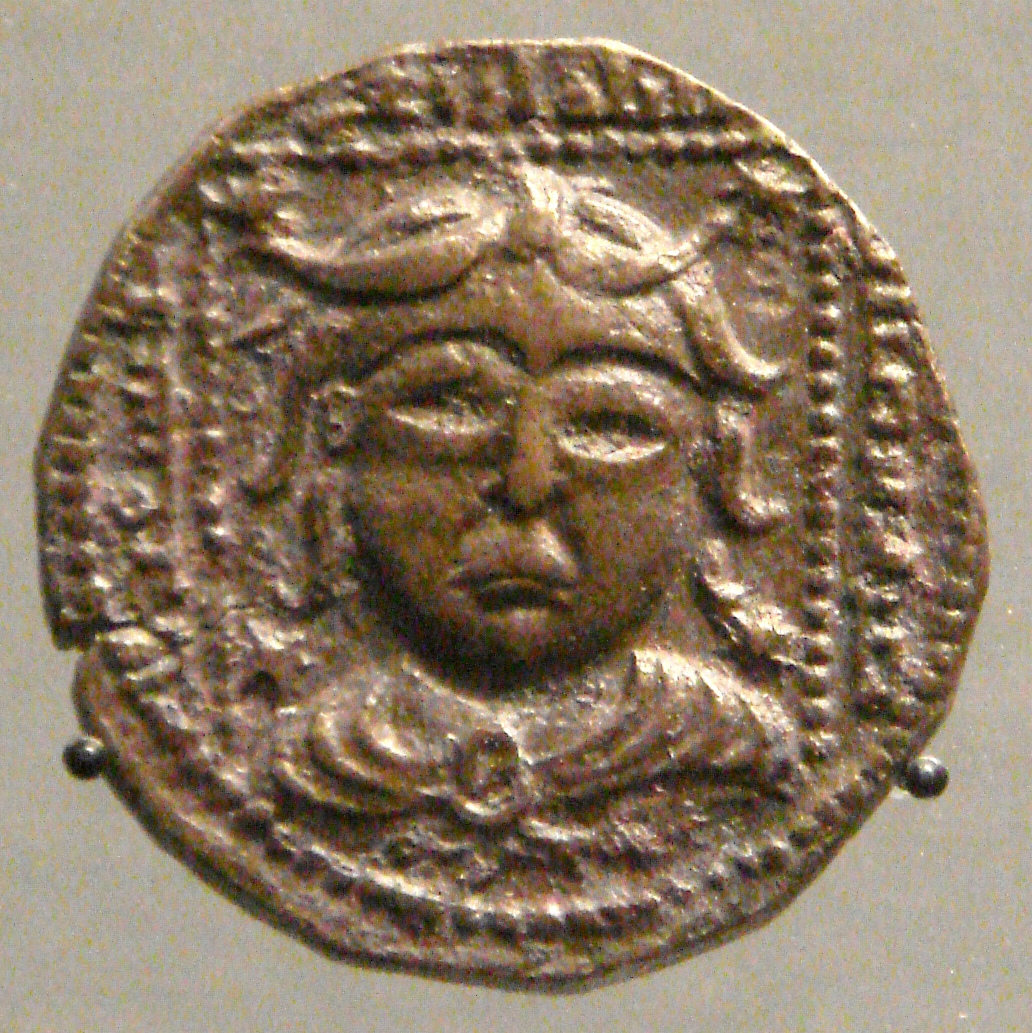
Pièce d'Arslan_Shah_Nasibin_1197 portrait classique

Nur ad-Din Arslan Shah Ier  († 1210) est un émir zengide de Mossoul de 1193 à 1210. Il était fils de Izz ad-Din Mas'ud Ier, émir de Mossoul.

## Biographie
En avril 1190, son père l'envoie à la tête d'une armée prêter main-forte à Saladin, sultan d'Égypte et de Syrie, alors aux prises avec les croisés qui assiègent Saint-Jean-d'Acre mais l'action des différents princes venus au secours du sultan ne parviennent pas à empêcher les croisés de prendre la ville.
Il succède à son père le 28 août 1193), peu après la mort de Saladin. Profitant des troubles de successions qui secouent l'empire ayyoubide, il reprend son indépendance.
Après une dizaine d'années, Al-Adel, frère de Saladin, a éliminé ses compétiteurs et domine l'Égypte et la Syrie. Son cousin Qutb ad-Dîn Mohammed, émir de Sinjar et fils d'Imad ad-Din Zengi se reconnait le vassal d'Al-Adel. En représailles, Arslan Shah assiège et lui prend la ville de Nisibe vers 1203. Il meurt en 1209 laissant un fils âgé de dix ans sous la tutelle d'un de ses mamelouks, Badr ed-Din Lûlû.

## Postérité
Il a eu un fils, Al-Malik el-Kaber Izz ad-Dîn Mas'ud (1200 † 1218), émir de Mossoul.
Après sa mort, Lûlû continue à exercer la régence pour ses deux fils, Nur ad-Din Arslan Shah (1215 † 1219) et Nasser ad-Din Mahmud (1216 † 1222). À la mort du second, il se proclame émir de Mossoul, et tient la ville jusqu'à l'invasion mongole, en 1259.

### Sources
- René Grousset, Histoire des croisades et du royaume franc de Jérusalem - III. 1188-1291 L'anarchie franque, Paris, Perrin, 1936 (réimpr. 2006), 902 p.